# 讯飞输入法
讯飞输入法（英語：iFlytek Voice Input Method，粵拼：seon3 fei1 syu1 jap6 faat3）是由安徽科大讯飞公司推出的汉语拼音及语音输入法。最初为一款手机输入法，支持Android、iOS系统；2013年推出PC测试版，手机输入法也改名为讯飞输入法手机版。讯飞输入法的特色是基于讯飞语音云平台的语音输入，语音识别率高、识别速度快。2013年11月推出「蜂巢」输入模型，支持拼音、手写、语音三者云端+客户端的输入方式。2014年2月后还支持川话、吴语、东北话等方言以及粤语和英语的识别输入。
2019年11月23日，推出Linux平台版本。